# UK B-sides
UK B-sides — мініальбом англійського гурту Foals, який вийшов у 2008 році.

## Композиції
1. Dearth — 3:04
2. A Song for You — 4:09
3. The Chronic — 5:00

## Учасники запису
- Янніс Філіпакіс — вокал, гітара, барабани
- Джек Беван — ударні
- Джиммі Сміт — гітара
- Волтер Джерверс — бас, бек-вокал
- Едвін Конгрейв — клавіатура, бек-вокал